# Caspar Gras
Caspar Gras (Bad Mergentheim, 1585 – Schwaz, 3 dicembre 1674) è stato uno scultore austriaco, modellatore e fonditore in bronzo, uno dei migliori rappresentanti del manierismo germanico.

## Biografia
Caspar Gras nacque a Bad Mergentheim nel 1585, figlio dell'orafo Egidius Gras. Nel 1600 ricevette un lavoro come apprendista presso la corte del Gran Maestro Massimiliano d'Austria a Bad Mergentheim. Due anni dopo si trasferì con l'entourage di Massimiliano a Innsbruck, dove Gras alla corte proseguì il suo lavoro di scultore e fonditore di bronzo e creò le sue opere più importanti.
Appartenne a quel gruppo di fonditori dell'Europa settentrionale che seguì fedelmente lo stile del Giambologna.
Tra le sue opere si ricordano la grande fontana con statua equestre dell'arciduca Leopoldo, e sempre ad Innsbruck, il monumento sepolcrale di Massimiliano III d'Austria nella chiesa di San Giacomo.

## Opere
- Grande fontana con statua equestre dell'arciduca Leopoldo Innsbruck;
- Monumento sepolcrale di Massimiliano III nel Duomo di Innsbruck;
- Fontana Pegasus nel giardino del piacere del Palazzo Mirabell a Salisburgo.
- Ulteriori opere sono esposte in :
  - Ferdinandeum a Innsbruck;
  - Kunsthistorisches Museum a Vienna;
  - Getty Museum a Los Angeles;
  - Rijksmuseum ad Amsterdam;
  - Victoria and Albert Museum a Londra.